# غاري بايرز
غاري بايرز (بالإنجليزية: Garry Byers)‏ هو لاعب كرة قدم أسترالية أسترالي، ولد في 13 يناير 1939.

## وصلات خارجية
- غاري بايرز على موقع AustralianFootball.com (الإنجليزية)
- غاري بايرز على موقع AFLtables.com (الإنجليزية)